# سلطان النمري
سلطان عبد العزيز النمري هو لاعب الاتحاد سابقا والمنتخب السعودي من مواليد (27 يناير 1986) في الطائف.
مثل نادي الاتحاد وشارك مع الاتحاد في الكثير من البطولات الرياضية في الخليج واسيا والعالم وعمل مخالصه مع الاتحاد انتقل للفريق الفيصلي في محافظة حرمه لمدة موسم وبعدها وقع مع نادي الوحدة السعودي وانتهى عقده مع الوحدة في عام 2016 ونادي الحزم والنادي العربي.

## أهدافه
- سجل هدف ضد الوحدة الإماراتي في دوري ابطال آسيا
- سجل ضد الكونغو الديمقراطية في مباراة ودية مع المنتخب السعودي
- سجل دبل ضد الوحدة الإماراتي في دوري ابطال آسيا
- سجل اهداف رائعة في دوري زين السعودي وقدم مستوى رائع مع فريقه نادي الاتحاد السعودي..

سجل سلطان النمري في جميع الانديه الكبيرة في السعودية باستثناء الهلال..

## روابط خارجية
- سلطان النمري على موقع الاتحاد الدولي (مؤرشف)  (الإنجليزية)
- سلطان النمري على موقع قاعدة بيانات كرة القدم.إي يو (الإنجليزية)
- سلطان النمري على موقع ناشيونال فوتبول تيمز (الإنجليزية)